# Jezebel (пісня The Rasmus)
«Jezebel» (укр. Єзавель) — пісня фінського гурту The Rasmus, яка була випущена 18 січня 2022 року. Ця пісня представляла Фінляндію на Євробачення, де посіла 7-ме місце у півфіналі та 21-ше місце у фіналі відповідно.

## Створення
Лаурі Юльонен сказав, що ця пісня «про дівчину, яка бере те, що хоче, не питаючи, вільна духом», а також «вшанування та данина сильним жінкам сьогодення, які розуміють своє тіло, відповідають за свою чуттєвість, свою сексуальність і які прагнуть бути рівними». Гурт раніше працював з Дезмондом Чайлдом над альбомом Black Roses (2008) і сказав, що було «чудово» знову працювати з ним, кажучи, що він «знає, як створити хіт». Назва пісні є посиланням на Єзавель, біблійну постать, яка була царицею Ізраїлю.

## Список композицій
| Цифрове завантаження стримінг | Цифрове завантаження стримінг | Цифрове завантаження стримінг |
| #                             | Назва                         | Тривалість                    |
| ----------------------------- | ----------------------------- | ----------------------------- |
| 1.                            | «Jezebel»                     | 3:10                          |

| – Remixed | – Remixed                | – Remixed  |
| #         | Назва                    | Тривалість |
| --------- | ------------------------ | ---------- |
| 1.        | «Jezebel» (2Icons Remix) | 3:03       |
| 2.        | «Jezebel» (TOON Remix)   | 2:51       |
| 3.        | «Jezebel»                | 3:10       |

## Чарти
| Чарт (2022)                         | Найвища позиція |
| ----------------------------------- | --------------- |
| Чехія (IFPI)                        | 5               |
| Фінляндія (Suomen virallinen lista) | 4               |
| Литва (AGATA)                       | 24              |
| Швеція (Sverigetopplistan)          | 7               |
| Велика Британія (UK Download Chart) | 34              |